# Ian R. MacLeod
Ian R. MacLeod (ur. 1956 Solihull, Wielka Brytania) – brytyjski pisarz science-fiction i fantasy. Zdobywca nagród Hugo, Nebula, Locusa oraz World Fantasy, głównie za krótsze formy.
Pierwsza powieść MacLeoda pod tytułem The Great Wheel, opublikowana w 1997 roku, zdobyła Nagrodę Locusa za najlepszy debiut powieściowy.
Ian R. MacLeod jest też autorem powieści Wieki światła oraz Dom Burz, których akcja jest umiejscowiona w odpowiedniku dziewiętnastowiecznej Anglii, znajdującej się w alternatywnej rzeczywistości, w której eter – substancja, którą można kontrolować za pomocą umysłu – spowodowała, że angielskie społeczeństwo zostało podzielone na cechy, a rozwój techniczny został zatrzymany.
MacLeod napisał szereg opowiadań i nowel. Do najbardziej uhonorowanych należą:
- nowela The Summer Isles, która w 1999 roku zdobyła Nagrodę Sidewise za historię alternatywną, nagrodę Hugo oraz Nagroda World Fantasy. Początkowo utwór był napisany jako powieść, ale MacLeod opublikował go w skróconej formie. Pełna wersja została wydana w 2005 roku i także zdobyła Sidewise Award w 2006 roku (za utwory opublikowane w 2005 r.), będąc pierwszą pozycją, która wygrała dwukrotnie w dwóch różnych kategoriach – noweli i powieści.
- Feralna sztuka (The Chop Girl) – Nagroda World Fantasy oraz Hugo w 2000 roku
- Tchorost (Breathmoss) – Hugo w 2003 roku, Nebula w 2004 roku.

## Twórczość

### Powieści
- The Great Wheel (Nagroda Locusa)
- Wieki światła (The Light Ages, 2003), polskie wydanie: Mag 2006
- Dom Burz (The House of Storms, 2005), polskie wydanie: Wydawnictwo Mag 2008
- The Summer Isles (Sidewise Award 2005), rozbudowana wersja noweli z 1998 roku, także zdobywcy tej nagrody
- Pieśń Czasu (Song of Time), polskie wydanie: Mag 2011 (Nagroda im. Arthura C. Clarke’a 2009, Nagroda Campbella 2009)
- Obudź się i śnij (Wake up and dream 2011), Nagroda Sidewise za historię alternatywną w 2011
- Czerwony śnieg (Red Snow), polskie wydanie: Mag 2018

### Zbiory opowiadań
- Tchorosty i inne wy-tchnienia (Breathmoss and Other Exhalations)
- Voyages by Starlight
- Past Magic
- Journeys (2010)
- Frost on Glass (2015)

### Opowiadania
- The Giving Mouth (2008, antologia Steampunk)